# Кунхилок (вулкан)
Кунхилок — потухший вулкан на полуострове Камчатка, Россия.
Вулкан относится к Срединному вулканическому поясу и Седанкинскому вулканическому району.
Он находится на восточном склоне Срединного хребта, на левобережье верховий реки Кунхилок (приток реки Еловки).
Форма вулкана представляет собой пологий конус, который в значительной степени разрушен процессами эрозии. В географическом плане вулканическая постройка близка к эллипсу с осями 7,5×5,5 км, ориентированному в северо-западном направлении, занимает площадь в 21 км². Объём изверженного материала ~5 км³. Абсолютная высота — 1325 м, относительная же высота составляют около 600 м.
Состав продуктов извержений представлен базальтами.
Деятельность вулкана относится к верхнечетвертичному периоду.